# Après toi (album)
Albums de Mireille Mathieu
La Demoiselle d'Orléans
(1985) Rencontres de femmes
(1987)
Après toi est un album de la chanteuse française Mireille Mathieu sorti en France en 1986 sous le label Ariola. Cet album contient un duo avec l'acteur Charles Vanel, La vie rien ne la vaut.

## Chansons de l'album
- Face 1

1. Après toi (Claude Lemesle/U. Balsamo)
2. Sur les bords du Yang-tse-Kiang (Pierre Delanoé/Wang Li Ping)
3. Quelque chose est arrivé (Eddy Marnay/Gino Mescoli)
4. Raconte-moi (Pierre Delanoé/Jean-Pierre Bourtayre)
5. La vie rien ne la vaut (avec Charles Vanel) (Pierre Delanoé/Georges Moustaki)

- Face 2

1. Sans lui (Didier Barbelivien/Jean-Pierre Bourtayre)
2. T'aimer (Pierre André Dousset/Francis Lai)
3. Le jasmin qui parle (Louis Amade)
4. Avé Maria Norma (J. Dochene/M. Hadson)
5. L'homme en velours (Louis Amade/Francis Lai)